# Калинівський (Дніпро)

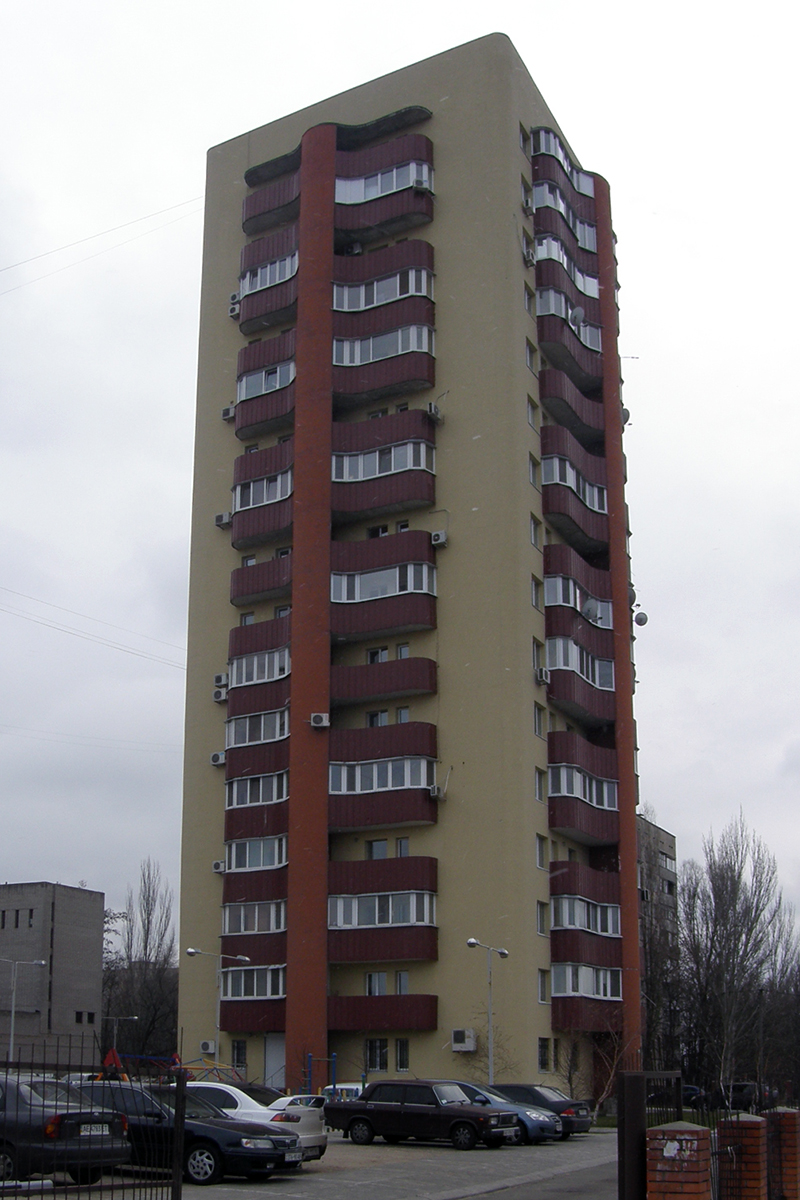
Багатоповерхівка по вулиці Калинова 116

- Калинівський або Калинове (до 2015 року Нове Клочко) - найбільший житловий масив північної частини міста Дніпро розташований в Амур - Нижньодніпровському та Індустріальному районах.

## Географія
Межі житлового масиву : північна - вулиця Василя Сухомлинського (до 2016 року - Радгоспна) межує з селищем Слобожанське та  житловим масивом Золоті Ключі; східна - Слобожанський проспект - з місцевістю Кучугури; південна - вулиця Калинова з селищами Султанівка (до 2015 року Старе Клочко) та Кирилівка; західна вулиці Янтарна з військовим та цивільним Калинівськими (Клочковськими) цвинтарями, провулком Шкільним за яким починається Калинове - 6 (до 2016 року Клочко - 6); північно - західна - Донецьке шосе за яким розташовані господарські будівлі.
Межа між Амур-Нижньодніпровським та Індустріальним районами проходить вулицями Софії Ковалевської, Академіка Образцова та  Калинова.
Тип забудови:  Калинове - 6 (колишнє Клочко - 6), вулиця Калинова та Слобожанський проспект - багатоповерхівки, решта житлового масиву  переважно одноповерхова із радіальним типом забудови.
Основні вулиці: Калинова, Софії Ковалевської, Академіка Образцова, Старочумацька (до 2022 року Байкальська), Петра Яцика (до 2022 року Воронезька), Холодильна, Василя Сухомлинського, Янтарна, Поштова, Мечетна (до 2022 Оренбургська), Ічкерійська (до 2023 Менделєєва),  Рєпіна.

## Історія
У 1896 році на північ  від станції Нижньодніпровськ виникає робітниче селище Султанівка, де оселяються робітники сусідніх заводів Задніпров'я.
У 1921 році Султанівку перейменовують на честь секретаря Донецько - Криворізького обкому КП (б) У Володимира Клочка. Селище отримує назву Клочко або Клочківка. В подальшому за ним закріплюється назва Старе Клочко.
У 1930 - ті роки формується вулиця Калинова, що згодом стала межею між Старим і Новим Клочко.
У 1946 році одночасно з відбудовою постраждалого від Німецько - радянської війни селища Старе Клочко будується Нове Клочко (район вулиці Байкальської, Холодильної, Воронезької, Софії Ковалевської). Це був район індивідуальної забудови в один, два або три поверхи.
У 1950 - ті роки  ведеться забудова вулиць Калинової, Путилівської та Юридичної.
Наприкінці 1950 - х років зводяться п'яти- та шестиповерхові будинки вздовж Слобожанського проспекту (тоді Новомосковське шосе).
У 1957 році по Новомосковському шосе прокладають тролейбусну лінію.
Наприкінці 1960 - х років зводяться дев'ятиповерхові будинки по проспекту Газети "Правда". На початку 1970 - х - по вулиці Калиновій. У середині 1970 - х - багатоповерховий мікрорайон Клочко - 6.
У 1981 році по вулиці Калиновій до Байкальської прокладають тролейбусну лінію.
У листопаді 2015 року в рамках  декомунізації житловий масив Клочко перейменовують на Калинівський.
26 листопада 2022 року російські агресори завдали ракетного удару по житловим будинкам розташованим по вулиці Янтарній .  Загинула одна людина.

## Соціальна інфраструктура

### Готелі
- Гостинний двір "СПЛ" - вулиця Салтівська (Хабаровська) 93;
- "Патріот" - вулиця Василя Макуха (Червонопартизанська) 1;

### Медицина
- Центральна лікарня Індустріального району - вулиця Холодильна 60;

### Податкові
- Амур-Нижньодніпровського району - вулиця Софії Ковалевської 2;

### Освіта
- Дніпровська гімназія N47 - вулиця Петра Яцика (Воронезька) 67;
- Середня загальноосвітня школа N 69 - вулиця Галини Мазепи 86 а;

### Пошта
- 74 - те відділення - Слобожанський проспект 119;
- 87 - ме відділення -  вулиця Калинова 74;
- 108 - ме відділення - вулиця Янтарна 77;

### Прокуратури
- Амур-Нижньодніпровського району - вулиця Софії Ковалевської 4;

### Релігія
- Мечеть  - вулиця Мечетна (Оренбургська) 86;
- Храм пресвятителя Агапіта ПЦУ (при центральній районній лікарні) - вулиця Холодильна 60
- Храм протестантської церкви "Світло Євангелія" - вулиця Старочумацька (Байкальська) 39;

### Торгівля
- Ринок "Калинівський" - вулиця Артеківська 22;

- Ринок "Образцовий" (Зразковий)- вулиця Софії Ковалевської 65;
- Супермаркети АТБ, Varus, Бруснічка;

### Юридичні консультації
- Амур-Нижньодніпровського району - вулиця Калинова 64.

## Транспорт
Тролейбусні маршрути 3-й (вулиця Холодильна - Старомостова площа), 7 - й (вулиця Холодильна - вулиця Європейська), 17 - й (житловий масив Калинове - 6 - вулиця Європейська), 20 - й (житловий масив Лівобережний - 3 - вулиця Європейська).  По вулиці Холодильній 2 розташоване тролейбусне депо N 1.
Багаточисельні автобусні маршрути.